# 埃及鱷科
埃及鱷科（Aegyptosuchidae）是鱷形超目的一科，屬於真鱷類演化支，生存於白堊紀晚期的非洲。目前包含兩屬︰模式屬埃及鱷、盾鱷。牠們的體型大、頭部平坦。